# ソユーズTMA-13M
ソユーズTMA-13M(英語: Soyuz TMA-13M)は2014年に行われた国際宇宙ステーション(ISS)への有人宇宙飛行。第40次長期滞在の3名の乗組員をISSに運んだ。
TMA-13Mはソユーズが初飛行した1967年以来122機目の打ち上げであり、ISSへのソユーズの打ち上げとしては39機目であった。TMA-13は第41次長期滞在の乗組員の緊急期間用のためにISSに残され、2014年11月にISSを離れた。

## クルー
| 地位                 | 乗組員                                                         | 乗組員                                                         |
| -------------------- | -------------------------------------------------------------- | -------------------------------------------------------------- |
| 司令                 | マクシム・スラエフ, RSA 第40次長期滞在 2回目の宇宙飛行         | マクシム・スラエフ, RSA 第40次長期滞在 2回目の宇宙飛行         |
| フライトエンジニア 1 | グレゴリー・R・ワイズマン, NASA 第40次長期滞在 1回目の宇宙飛行 | グレゴリー・R・ワイズマン, NASA 第40次長期滞在 1回目の宇宙飛行 |
| フライトエンジニア 2 | アレクサンダー・ゲルスト, ESA 第40次長期滞在 1回目の宇宙飛行   | アレクサンダー・ゲルスト, ESA 第40次長期滞在 1回目の宇宙飛行   |

### バックアップクルー
| 地位                 | 乗組員                    | 乗組員                    |
| -------------------- | ------------------------- | ------------------------- |
| 司令                 | シュカプレロフ, RSA       | シュカプレロフ, RSA       |
| フライトエンジニア 1 | クリストフォレッティ, ESA | クリストフォレッティ, ESA |
| フライトエンジニア 2 | バーツ, NASA              | バーツ, NASA              |

## 経過

### 展開
ソユーズTMA-13Mを搭載したソユーズ-FGロケットは2014年5月26日にバイコヌール宇宙基地のガガーリン発射台に展開した。晴天の中、展開は朝7時から開始され、バックアップクルーのシュカプレロフ、クリストフォレッティ、バーツの臨席の下行われた。メインクルーが展開時に臨席することは不運を呼ぶと考えられているため、メインクルーは参加しなかった。49.5mのソユーズFGは垂直姿勢に立ち上げられ、ロケットは打ち上げまでの保護と乗組員の乗り込み台となる打ち上げ支援設備に囲まれた。

### 打ち上げからドッキング
ソユーズTMA-13Mの打ち上げは2014年5月28日19時57分(UTC)にカザフスタンのバイコヌール宇宙基地から行われ、成功した。打ち上げ9分後に軌道投入達成、TMA-13Mは4時間でISSとのランデブーを行った。その後、5月29日1時44分(UTC)にTMA-13MはISSのミニ・リサーチ・モジュール1(ラスヴェット)にドッキングした。2機の間のハッチは約2時間後の3時52分(UTC)に行われた。

### ドッキング解除から帰還
ソユーズTMA-13Mは2014年11月10日0時31分(UTC)にドッキングを解除し、3時5分に4分41秒間の離脱噴射を行った。3時58分(UTC)にカザフスタンのアルカルイク北西に着陸した。

## 関連画像

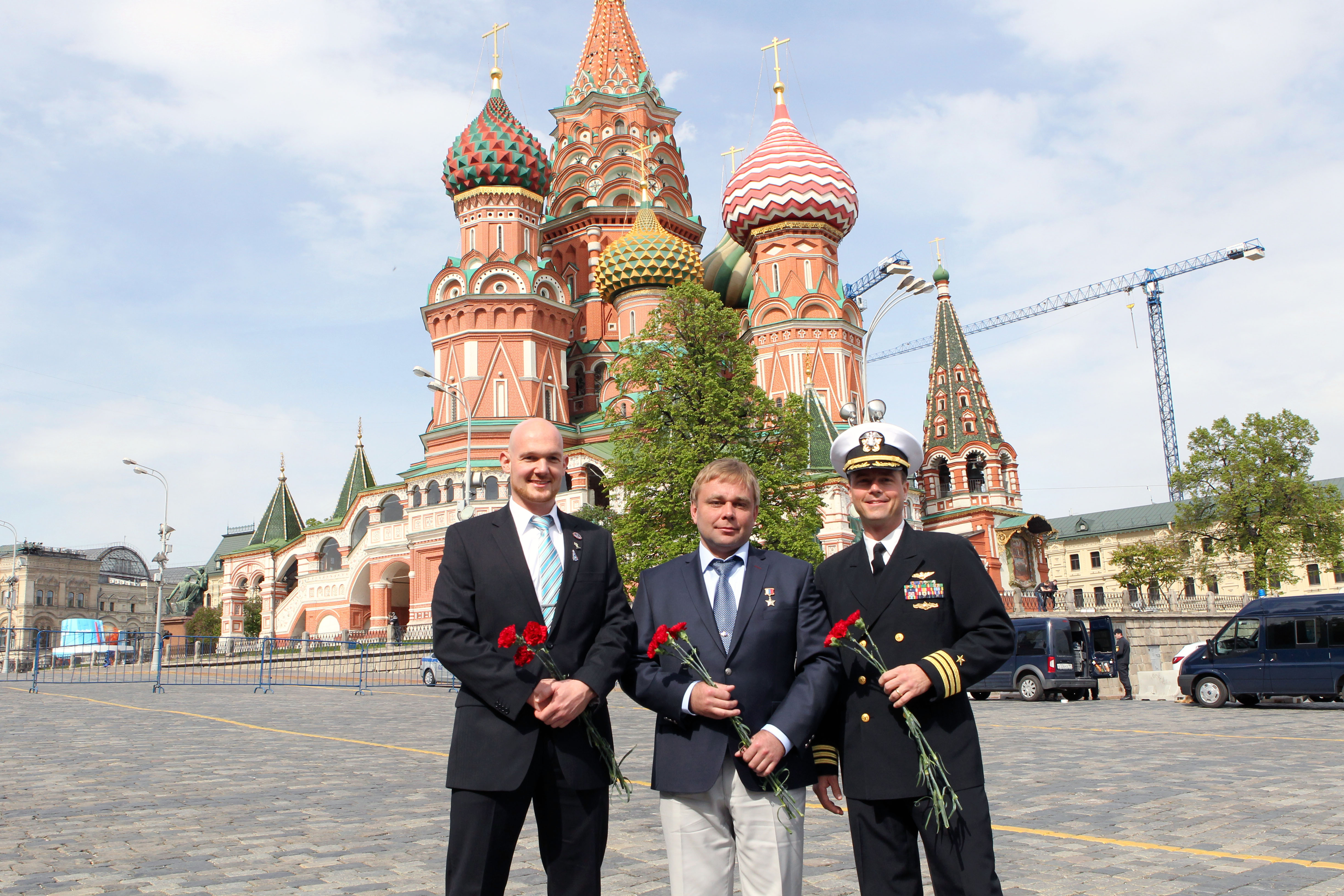
赤の広場の聖ワシリイ大聖堂前に立つクルー
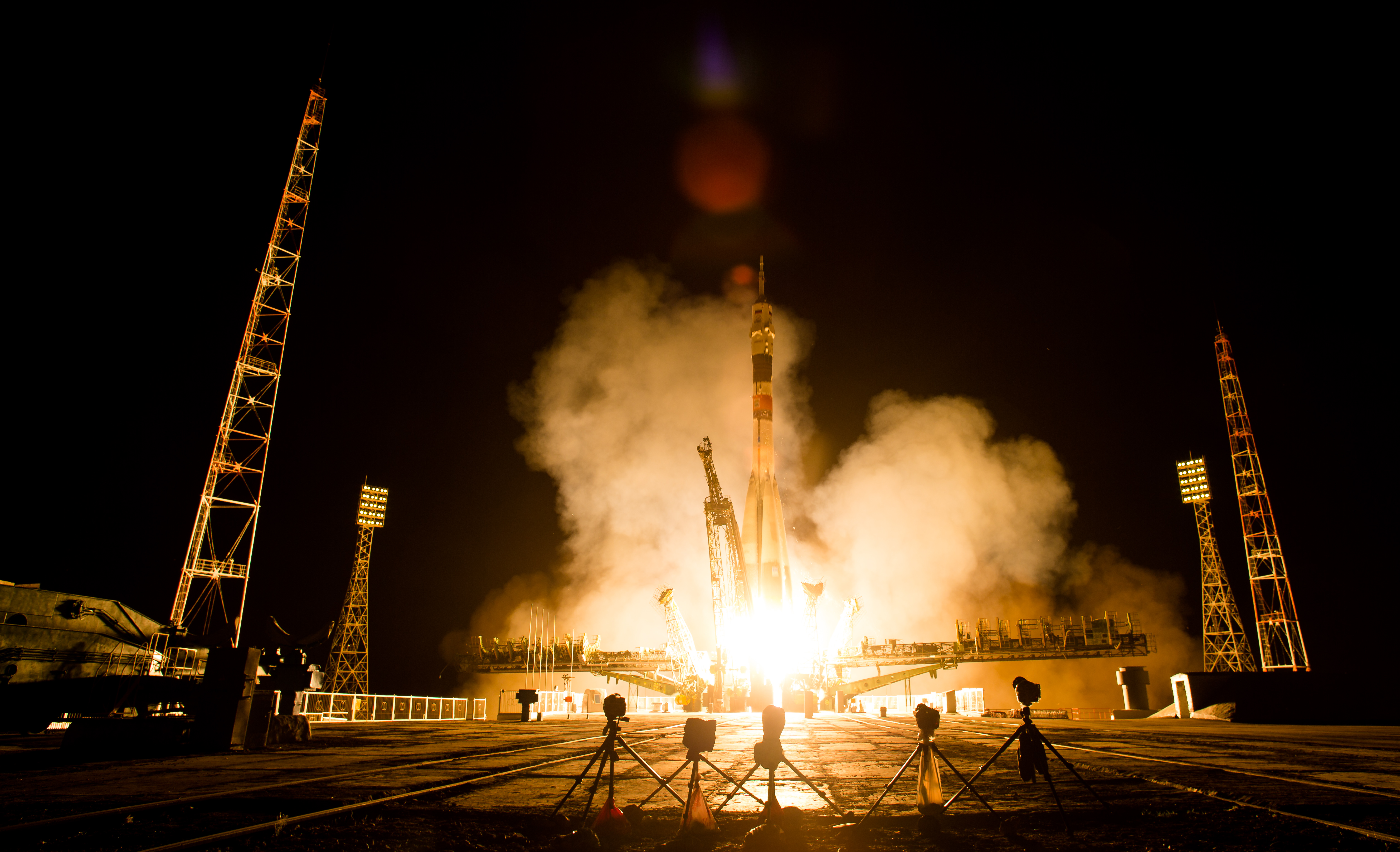
TMA-13Mの打ち上げ
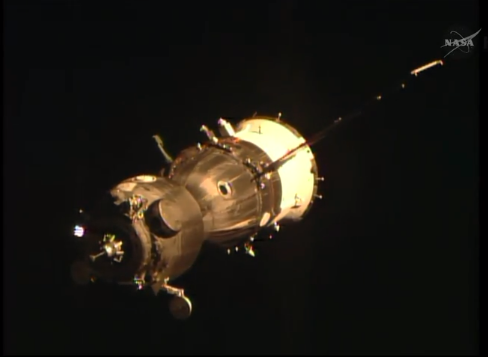
5月28日のTMA-13M、最終接近の25mの距離から撮影、飛行士の手が窓に見える

## 註
1. ↑  “ESA astronaut Alexander Gerst to fly to Space Station in 2014”.   ESA. 2011年9月28日閲覧。
2. ↑  astronaut.ru (2013年). “Орбитальные полёты”. 2015年12月5日閲覧。
3. ↑  “Soyuz FG rolled to Launch Pad for Liftoff with next ISS Crew on Wednesday”.   SPACEFLIGHT101.com (2014年5月26日). 2014年5月27日閲覧。
4. ↑  Clark, Stephen. “Mission Status Center”.   Spaceflight Now. 2014年5月28日閲覧。
5. ↑  “Arrival of Expedition 40 Trio Expands Station Crew to Six”. NASA. (2014年5月28日) 2014年5月29日閲覧。
6. ↑  “Soyuz Completes Deorbit Burn, Expedition 41 Headed Home”.   NASA. 2014年11月10日閲覧。